# Paris Manga & Sci-Fi Show
Paris Manga & Sci-Fi Show, испрва Paris Manga, је манифестација јапанске и америчке популарне културе која се двапут годишње одржава у Паризу.  

## Историја
Први фестивал одржан је 2006. године, тада познат само као „Paris Manga”. Испрва се манифестација фокусирала на јапанску популарну културу, као што су аниме и манга. Елементи америчког стрипа и видео игрица додати су 2009. године, и тада је име промењено у „Paris Manga & Sci-Fi Show”. 
Манифестација је услед пандемије ковида 19 била отказана 2020, и делом 2021. године.

## Спољашњи извори
- Брошура о фестивалу из 2020. године